# Cameron Mitchell
El tinent coronel Cameron Mitchell és un personatge de la sèrie de ciència-ficció Stargate SG-1 interpretat per Ben Browder.
Aquest personatge per primera vegada al primer capítol de la 9a temporada de la sèrie on intenta formar el nou grup de SG-1, el qual acabarà sent el mateix d'abans canviant el general Jack O'Neill per ell.
El seu sobrenom és "Shaft" (eix), un joc de paraules en anglès (El seu nom és Cameron i la seva abreviatura "Cam" i el joc de paraules resideix en què "camshaft" és "eix").